# Среден пръст
Среден пръст е третият пръст на ръката на човек. Намира се между показалеца и безименния пръст. Той е също така най-дългият пръст. Върхът му е най-високата точка на дланта.
При свирене на пиано се означава с цифрата 3, а при струнните инструменти – с цифрата 2.
На испански средният пръст се нарича буквално „пръст сърце“.
В много култури показване на среден пръст се счита за изключително обиден и непристоен жест. В Германия за това дори може да бъде наложена глоба. В Мексико, Чили, Англия и България среден пръст със свити показалец и безимен пръст символизира пенис.
Първоначлният жест на обида произлиза от битката при Аженкур през 1415 г. между Франузи и англичани. Французите били сигурни, че ще победят, и заплашвали, че ще отрежат средния пръст на всеки пленен англичанин, защото той е изключително необходим при стрелбата с лък. Вследствие обаче англичаните побеждават и започват да се присмиват на французите, показвайки само средния си пръст, крещейки фразата „pluck yew“ (We can still pluck yew) – "ще продължаваме да дърпаме тиса/да стреляме с лък", като традиционния английски Английски дълъг лък се изработвал от тис. Вследствие на времето се е получило „fuck you“.